# Into the Mystic
Into the Mystic est une chanson du chanteur et auteur-compositeur nord-irlandais Van Morrison extraite de son album Moondance, sorti sur le label Warner Bros. Records au début de 1970.
La chanson n'est pas sortie en single.
En 2004, Rolling Stone a classé cette chanson, dans la version originale de Van Morrison, 480e sur sa liste des « 500 plus grandes chansons de tous les temps ». (En 2010, le magazine rock américain a mis à jour sa liste, maintenant la chanson est 474e.)

## Composition
La chanson a été écrite par Van Morrison. L'enregistrement a été produit par Van Morrison lui-même.